# Амбарцумян, Оганес Саркисович
Ога́нес Сарки́сович Амбарцумя́н (арм. Հովհաննես Սարգսի Համբարձումյան; род. 4 октября 1990, Ереван) — армянский футболист, полузащитник клуба «Ноа».

## Клубная карьера
Футбольное познание Амбарцумян прошёл в футбольной школе «Бананц», став один из многочисленных воспитанников клуба. Вначале выступал в первой лиге за «Бананц-2». В сезоне 2008 провёл один матч за «Бананц» в Премьер-лиге. Дебют состоялся 23 августа в гостевой игре против ереванского «Арарата» и завершился поражением «Бананца» — 0:1. Амбарцумян вышел на 84-й минуте матча заменив Семёна Мурадяна Со следующего сезона стал регулярно попадать в заявки на матчи как первенства, так и кубковые. Три сезона подряд становился финалистом кубка (2008, 2009, 2010) В сезоне 2010 года участвуя в трёх турнирах, проводимых под эгидой ФФА, «Бананц» во всех трёх становился вторым.

## Карьера в сборной
С появлением в основной команде в клубе Амбарцумян получил приглашение в юношескую сборную, которую в течение чуть более полутора лет отыграл 7 матчей. После этого последовало приглашение уже из тренерского цеха молодёжки. Дебют за вторую сборную состоялся 4 сентября 2009 года против ровесников из Швейцарии. Амбарцумян вышел на поле после перерыва во-втором тайме заменив на Артака Едигаряна. Армянская сборная потерпела поражение 1:3. Второй матч сыграл против эстонской сборной 20 мая следующего года. Однако в этом матче Амбарцумян вышел только на 88-й минуте матча выйдя на поле вместо Эдгара Малакяна. Матч закончился со счётом 2:3 в пользу молодёжной сборной Эстонии. Лишь в третьем матче Амбарцумяну доверено было место в основном составе. Молодёжка в матче сыграла сенсационно обыграв черногорцев 4:1. Вся команды, в том числе и Амбарцумян, были удостоены высоких оценок.
В главную сборную получил вызов в отборочном цикле к Евро-2012. И в первом матче данного цикла принял участие против сборной Ирландии, выйдя на замену на 71-й минуте вместо Артака Едигаряна. Но дебютный матч за национальную сборную провёл 11 августа, против сборной Ирана, которое закончилось тем же поражением. Амбарцумян вышел на поле на 76-й минуте вместо Агвана Мкртчяна.

## Достижения

### Командные достижения
«Бананц»
- Чемпион Армении (1): 2014
- Серебряный призёр Чемпионата Армении (1): 2010
- Финалист Кубка Армении (3): 2008, 2009, 2010
- Финалист Суперкубка Армении (2): 2008, 2011

«Вардар»
- Чемпион Македонии (3): 2014/15, 2015/16, 2016/17
- Обладатель Кубка Македонии (1): 2015

## Статистика выступлений
Данные на 24 ноября 2011
| Клуб             | Сезон            | Чемпионат | Чемпионат | Кубки | Кубки | Еврокубки | Еврокубки | Всего | Всего |
| Клуб             | Сезон            | Матчи     | Голы      | Матчи | Голы  | Матчи     | Голы      | Матчи | Голы  |
| ---------------- | ---------------- | --------- | --------- | ----- | ----- | --------- | --------- | ----- | ----- |
| Бананц           | 2008             | 1         | 0         | 0     | 0     | 0         | 0         | 1     | 0     |
| Бананц           | 2009             | 15        | 1         | 3     | 0     | 0         | 0         | 18    | 1     |
| Бананц           | 2010             | 24        | 1         | 4     | 0     | 2         | 0         | 30    | 1     |
| Бананц           | 2011             | 26        | 1         | 6     | 0     | 2         | 0         | 34    | 1     |
| Бананц           | 2012/13          | 0         | 0         | 0     | 0     | 0         | 0         | 0     | 0     |
| Всего            | Всего            | 66        | 3         | 13    | 0     | 4         | 0         | 83    | 3     |
| Всего за карьеру | Всего за карьеру | 66        | 3         | 13    | 0     | 4         | 0         | 83    | 3     |

| № | Дата            | Оппонент | Счёт | Голы Амбарцумяна | Соревнование            |
| 1 | 11 августа 2010 | Иран     | 1:3  | —                | Товарищеский матч       |
| 2 | 3 сентября 2010 | Ирландия | 0:1  | —                | Отборочный матч ЧЕ-2012 |
| 3 | 28 февраля 2012 | Сербия   | 0:2  | —                | Товарищеский матч       |
| 4 | 14 ноября 2012  | Литва    | 4:2  | —                | Товарищеский матч       |

Итого: 4 матча / 0 голов; 1 победа, 0 ничьих, 3 поражения.
(откорректировано по состоянию на 14 ноября 2012 года)